# دانيال ساندرز
دانيال ساندرز (بالإنجليزية: Daniel Sanders)‏ هو لاعب كرة قدم أمريكية أمريكي، ولد في 3 فبراير 1986.